# Elateropsis nigripes
Elateropsis nigripes là một loài bọ cánh cứng trong họ Cerambycidae.